# Saint-Mards-de-Fresne
Saint-Mards-de-Fresne település Franciaországban, Eure megyében. Lakosainak száma 344 fő (2022. január 1.). Saint-Mards-de-Fresne Courtonne-les-Deux-Églises és Saint-Vincent-du-Boulay községekkel határos.

## Népesség
A település népessége az elmúlt években az alábbi módon változott:
| Lakosok száma | 301  | 349  | 328  | 337  | 352  | 346  | 334  | 333  | 334  | 344  |
|               | 1968 | 1982 | 1990 | 2006 | 2013 | 2015 | 2017 | 2019 | 2020 | 2022 |